# Таарна, Надежда Ивановна
Наде́жда Ива́новна Та́арна (эст. Nadežda Taarna; в девичестве Цыганкова, с 1925 года — Транкман, с 1939 года — Таарна; 20 мая 1906, Санкт-Петербург — 1 июня 1978, Таллин) — эстонская и советская балерина, балетмейстер, хореограф и педагог. Заслуженная артистка Эстонской ССР (1962).

## Биография
Родилась в 1906 году в Санкт-Петербурге, русская, дочь Ивана Егоровича Цыганкова и его жены Анны.
В 1922 году окончила русскую гимназию в Таллине, затем до 1924 года училась по классу фортепиано в Таллинской консерватории.
В 1925 окончила балетную студию Евгении Литвиновой, бывшей балерины Императорского Мариинского театра, легендарной основательницы эстонского балета.
В 1928—1931 годах — солистка балета и танцовщица в таллинских театрах.
В 1931—1934 годах — преподаватель характерного танца и хореаографии в студии Герда Негго.
В 1934—1938 годах — руководила своей танцевальной студией в Нарве, одновременно была директором по танцам в Нарвском театре.
Во время войны была вместе с дочерью в эвакуации в Ярославле, где выступала в составе в Государственных ансамблей Эстонии.
В 1944—1948 годах — балетмейстер и преподаватель в Государственной филармонии Эстонской ССР.
В дальнейшем на протяжении 30 лет — с 1948 по 1978 год — преподаватель танца в Таллинском хореографическом училище.
Член Эстонского советского театрального общества с 1951 года.
Заслуженная артистка Эстонской ССР (1962).
Умерла в 1978 году в Таллине, похоронена на Лесном кладбище.

## Личная жизнь
С 1925 года была замужем за офицером Николаем Транкманом, в 1938 году осуждённого на 20 лет за шпионаж в пользу СССР, в 1939 году сменила фамилию на Таарна.
Дочь — Инна Таарна, актриса и театральный педагог.